# St. Joseph (Othfresen)

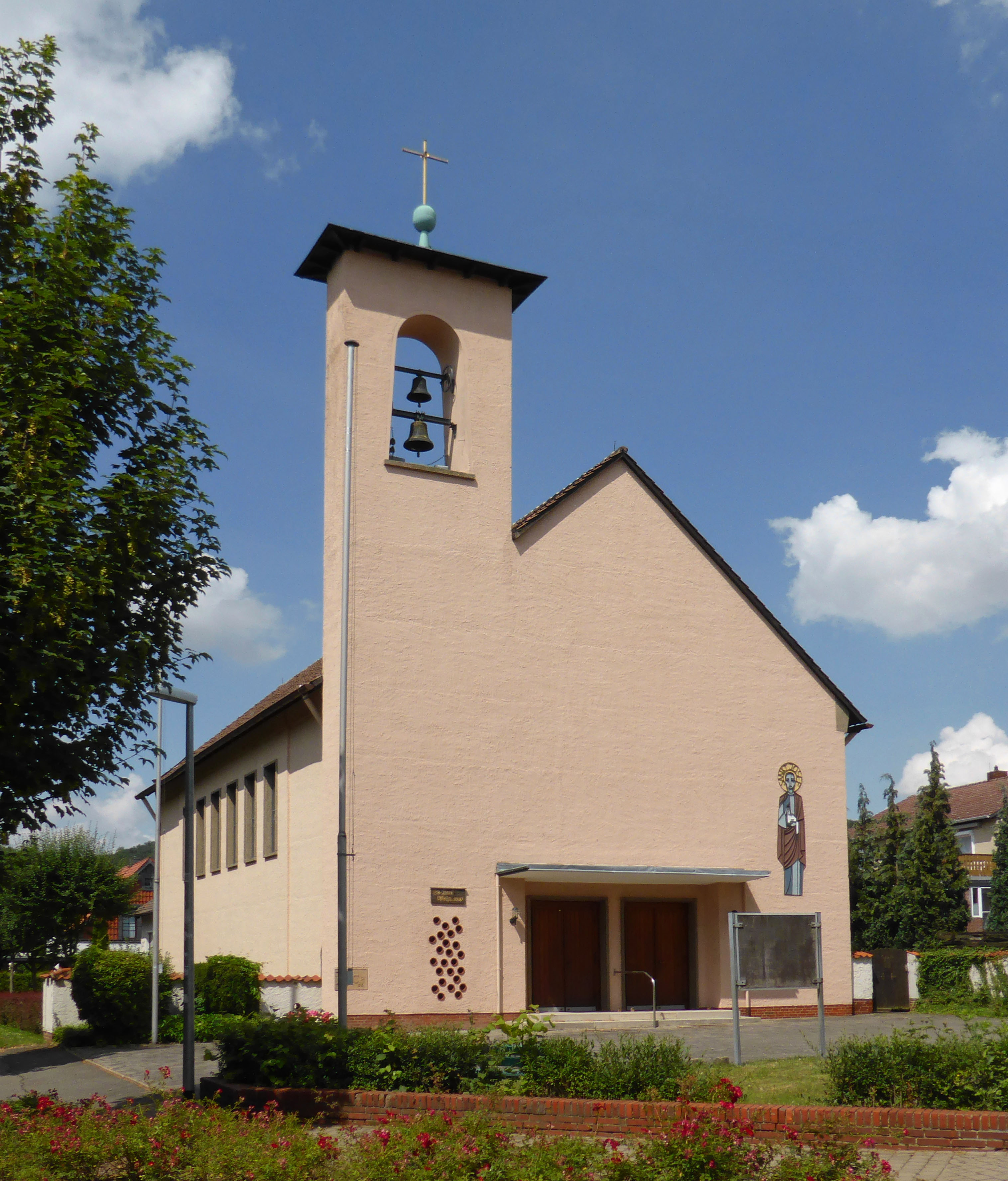
Außenansicht

Die Kirche Sankt Joseph, teilweise auch St. Josef geschrieben, ist die römisch-katholische Kirche in Othfresen, einer Ortschaft der Gemeinde Liebenburg, im Landkreis Goslar in Niedersachsen. Sie ist eine Filialkirche der Pfarrei St. Mariä Verkündigung mit Sitz in Liebenburg, im Dekanat Goslar-Salzgitter des Bistums Hildesheim. Das nach  Josef von Nazaret benannte Gotteshaus steht auf dem Grundstück Feldberg 2 (Ecke Sonnenklink).

## Geschichte
Nachdem durch die Einführung der Reformation die Bevölkerung von Othfresen evangelisch-lutherisch geworden war, bildete sich erst infolge des Zweiten Weltkriegs, ausgelöst durch den Zuzug von katholischen Flüchtlingen und Heimatvertriebenen aus den Ostgebieten des Deutschen Reiches, besonders aus Schlesien, in Othfresen wieder eine katholische Kirchengemeinde. Ihre Gottesdienste fanden zunächst in der evangelischen Kirche statt. Zuvor gehörte Othfresen zur Kirchengemeinde Liebenburg.
1956 erfolgte die Grundsteinlegung für die Kirche, und 1957 folgte die Weihe der Kirche durch Bischof Heinrich Maria Janssen.
1968 wurde im rund vier Kilometer entfernten Dörnten das Kirchhaus St. Christophorus errichtet, das auch zur Ohtfresener Kirchengemeinde gehörte. Nach fast 30 Jahren der Nutzung wurde das Kirchhaus wieder aufgegeben, da die Zahl der Katholiken in Dörnten gesunken war und Reparaturen am Gebäude erforderlich geworden waren. Seit 1997 befindet sich das ehemalige Kirchhaus in Privatbesitz.
Seit dem 1. Juli 2007 gehört die Kirche in Othfresen zum damals neu errichteten Dekanat Goslar-Salzgitter, zuvor gehörte sie zum Dekanat Goslar. Ebenfalls seit diesem Zeitpunkt gehört die Kirche zur Pfarrei St. Mariä Verkündigung in Liebenburg. Auf Grund zurückgehender Finanzmittel, aber auch der geringer werdenden Zahl von Priestern und Kirchenmitgliedern, erfolgte 2009 im Bistum Hildesheim eine Einstufung aller Kirchen nach ihrer künftigen Notwendigkeit. Damals wurde die Kirche in Othfresen als „für die pastorale Entwicklung nicht unbedingt notwendig“ angesehen und zur Schließung bis 2013 vorgesehen. Ein Vorschlag, die Kirche zu einem Feuerwehrhaus umzubauen, wurde nicht realisiert. Daraufhin wurde am 21. November 2011 der Förderverein St. Joseph Othfresen e. V. gegründet, der bis heute den Erhalt der Kirche sichert.

## Architektur und Ausstattung

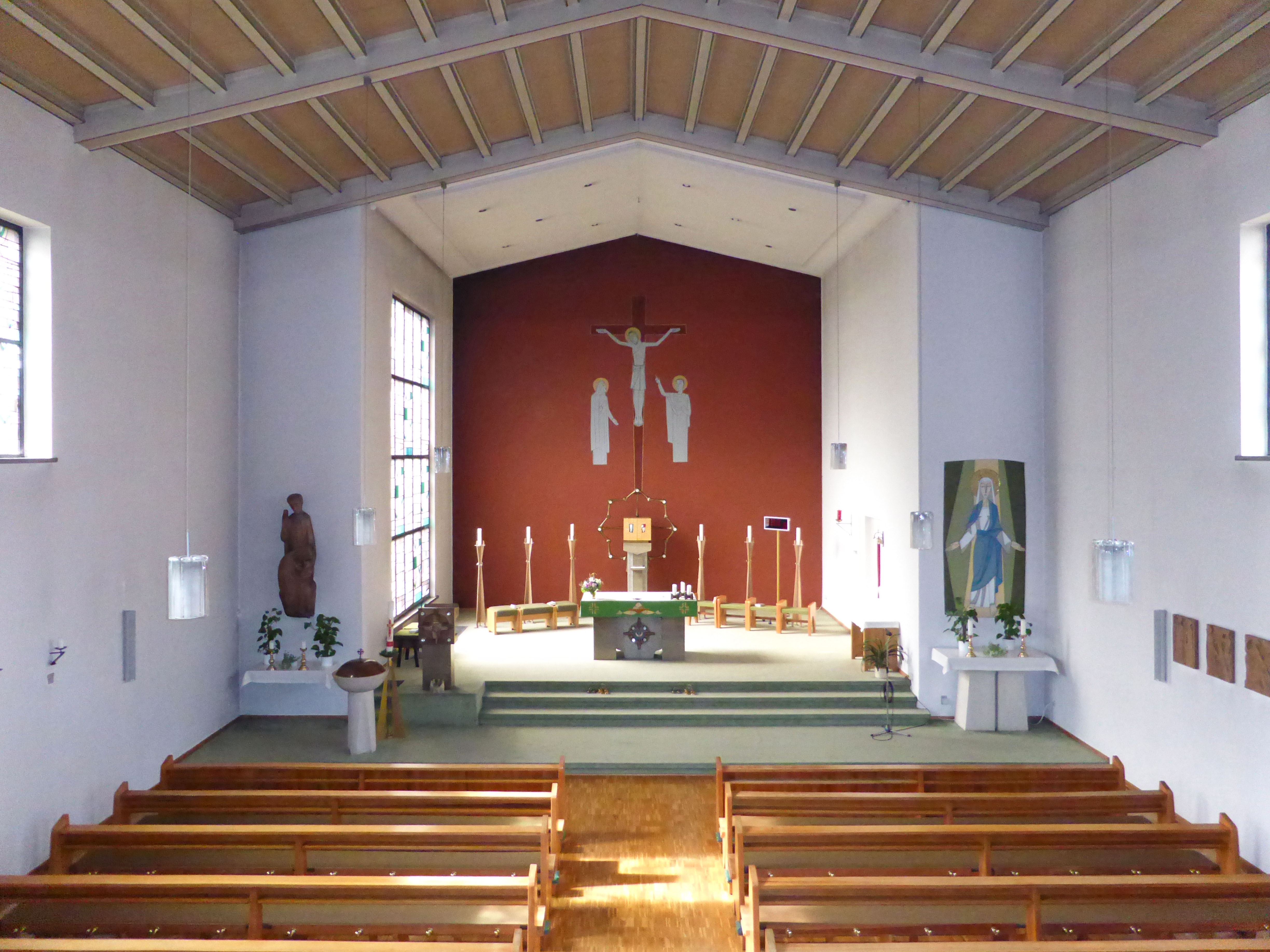
Inneres

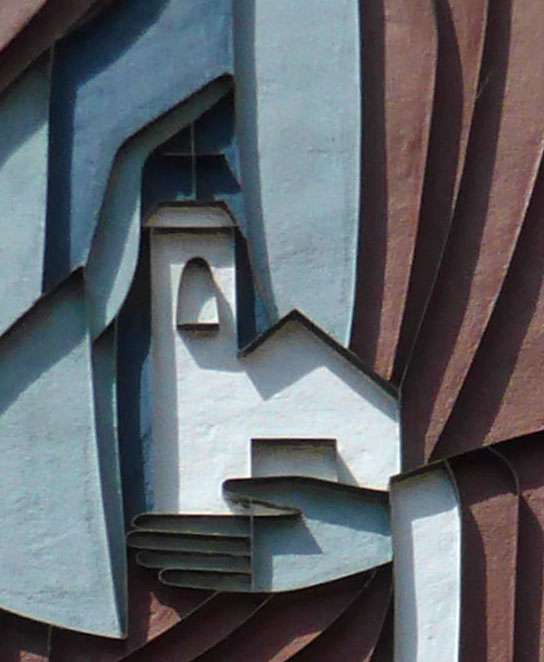
Othfresener Kirche in der Josephsdarstellung an der Außenfassade

Die Kirche entstand nach Plänen von Josef Fehlig und befindet sich in rund 173 Meter Höhe über dem Meeresspiegel. Sie wurde als Putzbau auf Klinkersockel ausgeführt und an der Nord-Süd-Achse ausgerichtet, ihr kreuzbekrönter Turm enthält zwei Glocken, die von der Glockengießerei Feldmann und Marschel gegossen wurden und in den Tönen e2 und cis2 erklingen und somit auf das Geläut der örtlichen evangelischen Kirche abgestimmt sind. An der Südfassade ist eine Darstellung des heiligen Joseph, der die Othfresener Kirche in seiner Hand hält, angebracht.
Ihr Innenraum bietet 176 Sitzplätze. An der Rückwand des Altarraums ist eine Kreuzigungsgruppe dargestellt. Links und rechts vom Altarraum befinden sich eine Statue der Heiligen Familie und eine Mariendarstellung. An der Ostwand der Kirche hängen 15 Kreuzwegstationen, dort ist auch ein Beichtstuhl eingelassen. An der Westwand hat eine Statue des heiligen Christophorus ihren Platz. Unter der Orgelempore befinden sich ein Kruzifix und eine Statue des heiligen Joseph. Zur Innenausstattung gehört auch ein Taufbecken. Die kleine Marienkapelle ist nur vom Kircheninneren aus zugänglich und wird durch kleine runde Buntglasfenster belichtet.
Nördlich an die Kirche ist das Pfarrheim angebaut, das Pfarrhaus wurde südöstlich der Kirche freistehend errichtet.

### Orgel
Die vom Orgelbauunternehmen Gebr. Krell aus Duderstadt erbaute Orgel besitzt 10 Register auf zwei Manualen und Pedal.
| I Manual C–f3 |    |
| Gedackt       | 8′ |
| Prinzipal     | 4′ |
| Mixtur III–IV |    |

| II Manual C–f3 |       |
| Rohrflöte      | 8′    |
| Nachthorn      | 4′    |
| Schwiegel      | 2′    |
| Quinte         | 1 ⁄3′ |

| Pedalwerk C–f1 |     |
| Subbaß         | 16′ |
| Prinzipal      | 08′ |
| Gedacktpommer  | 04′ |

- Koppeln: II/I, I/P, II/P

## Bilder

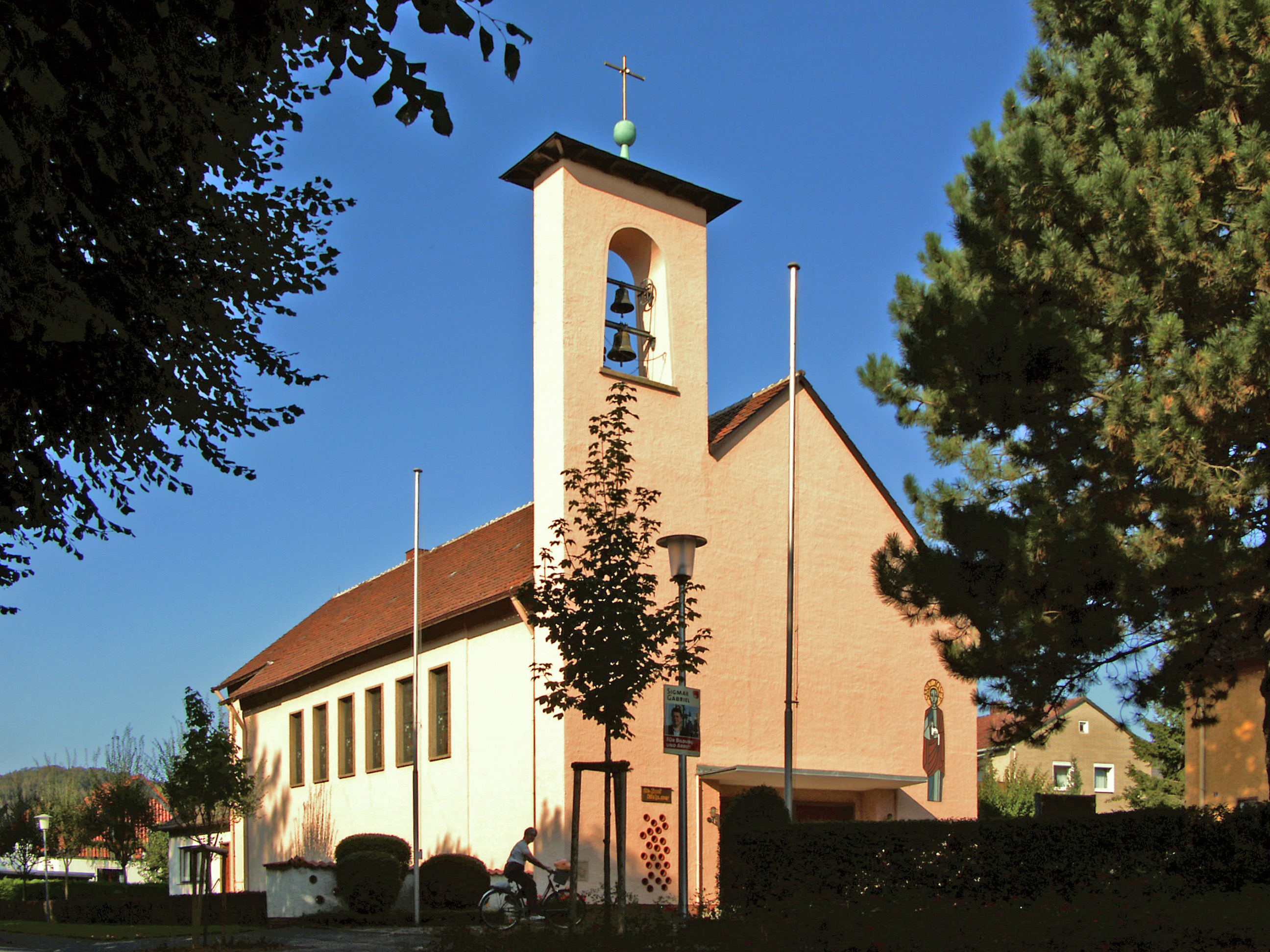
Außenansicht
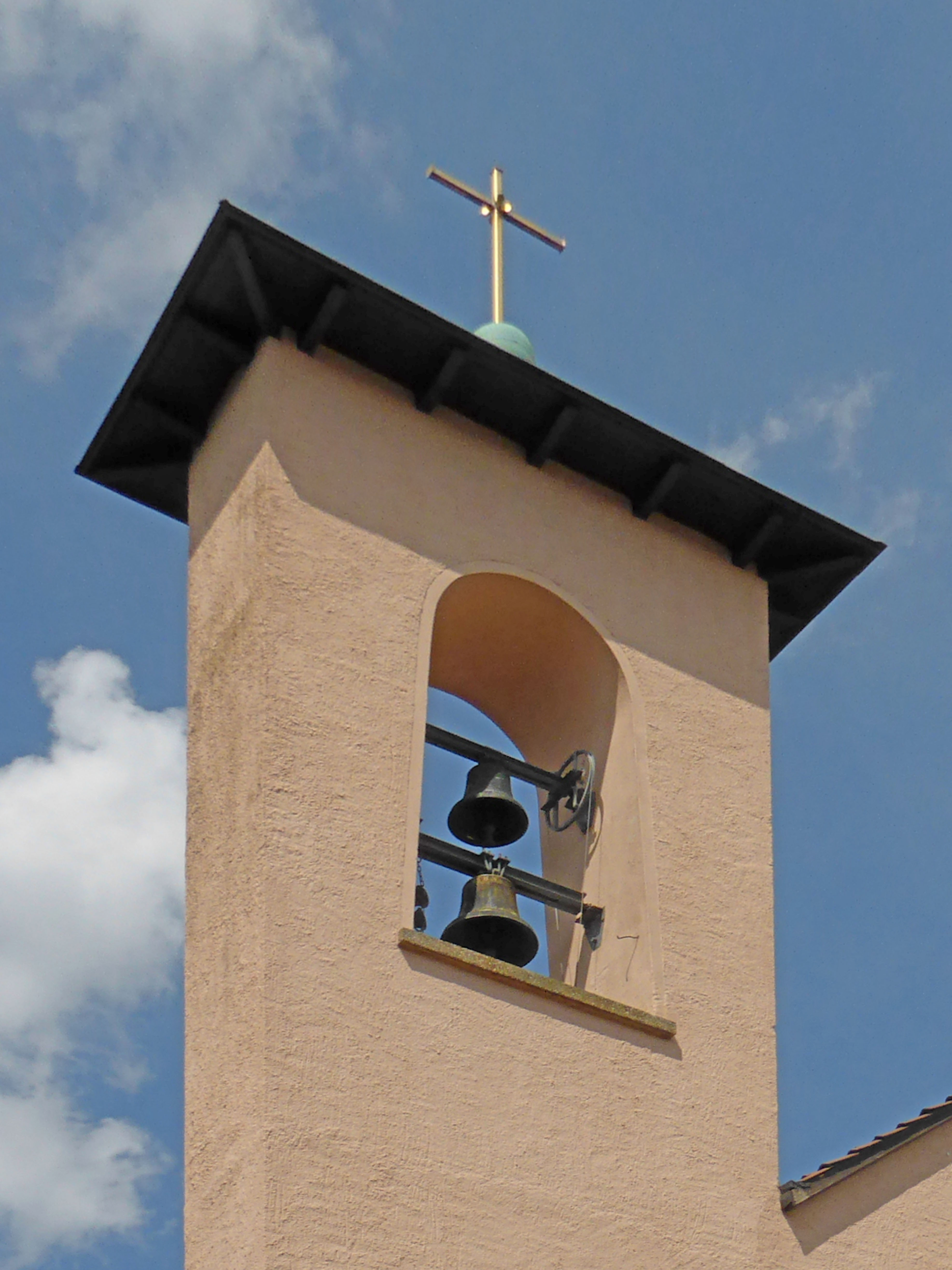
Glockenturm
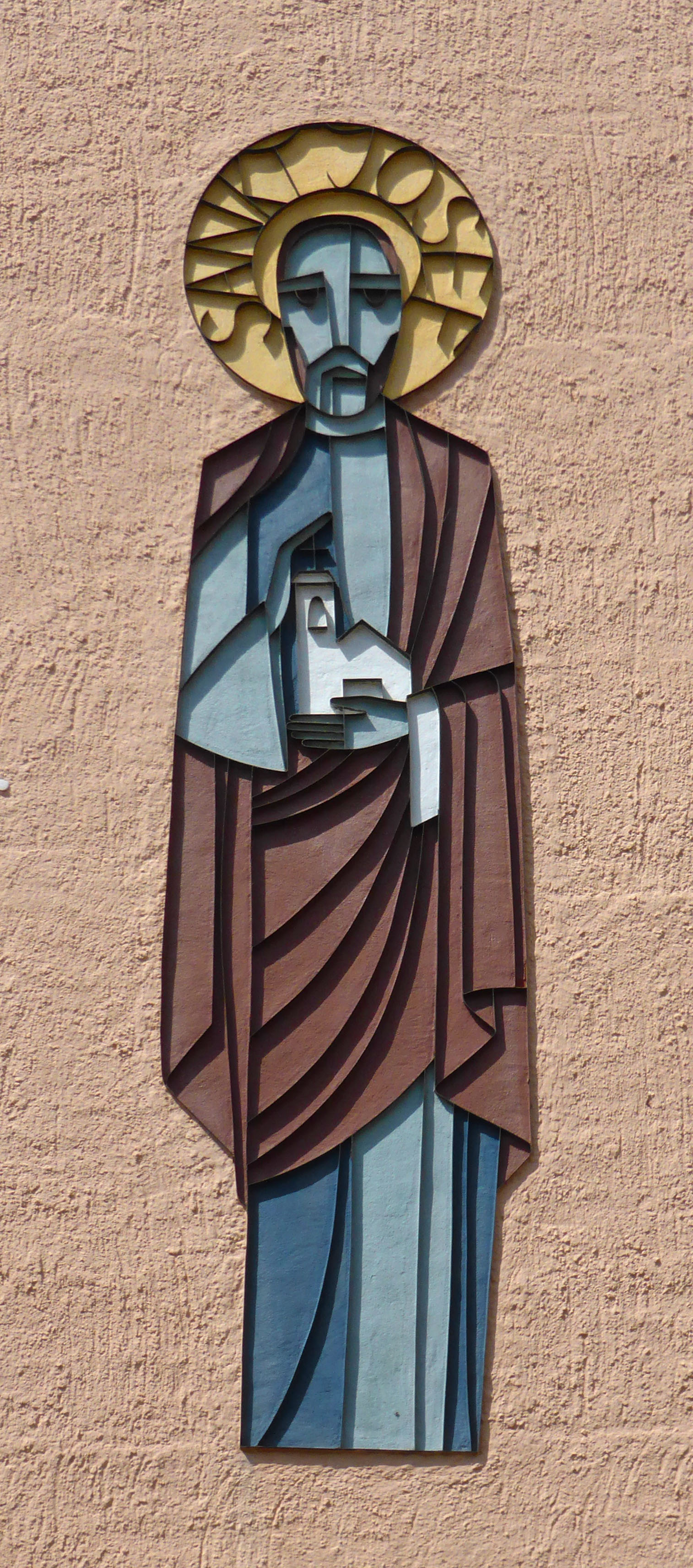
Josephsdarstellung an der Außenfassade
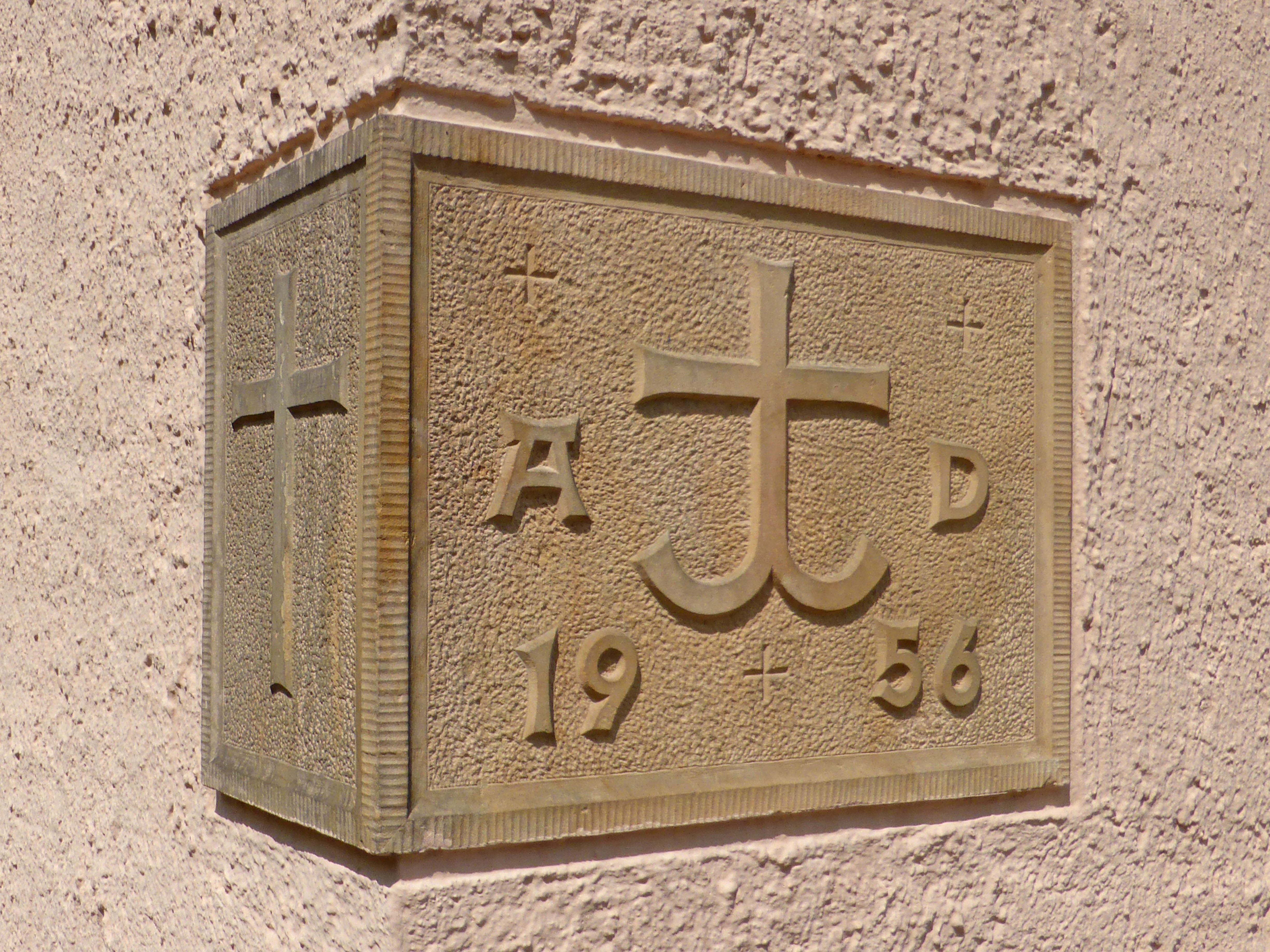
Grundstein
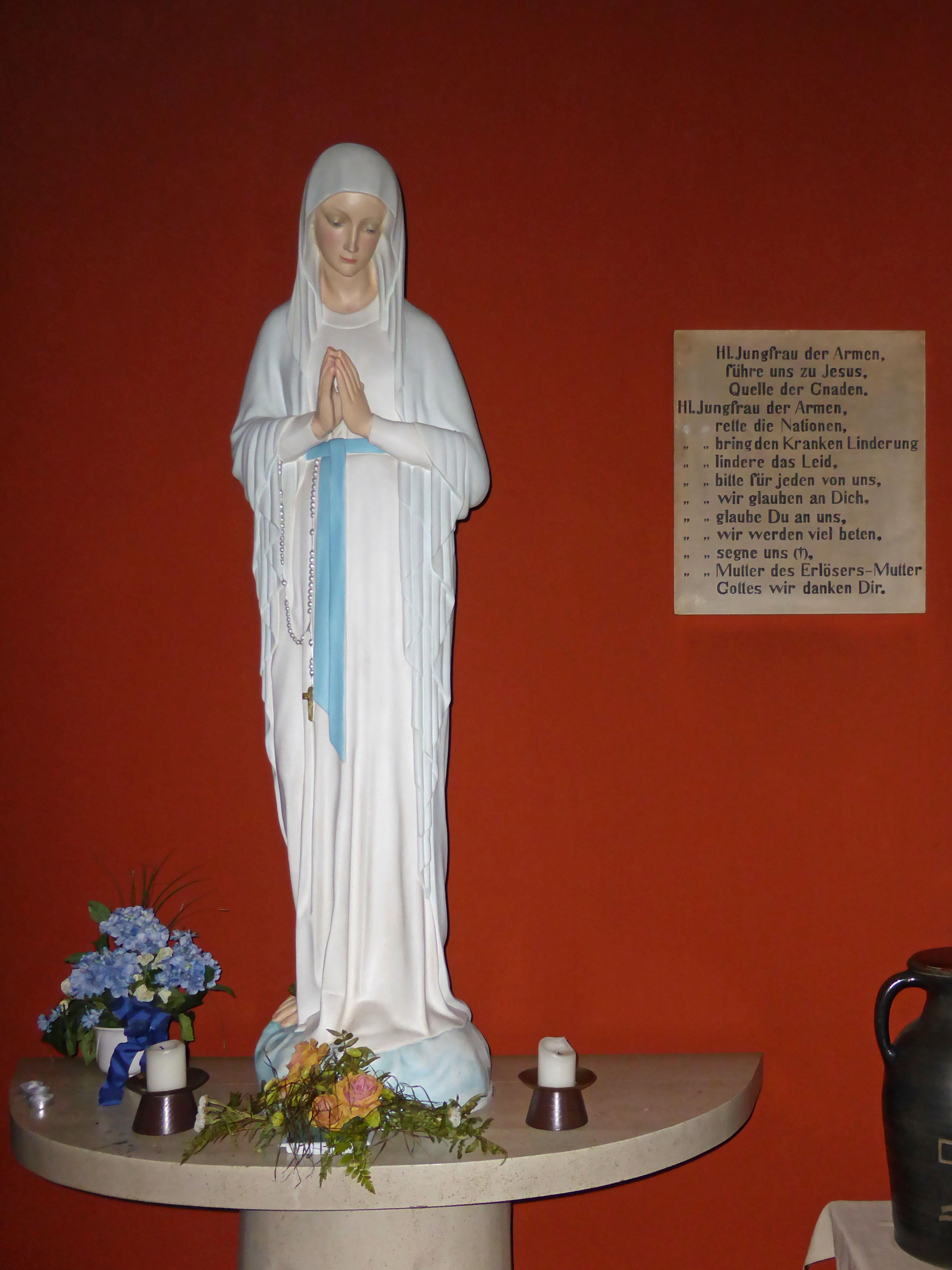
Marienstatue in der Marienkapelle
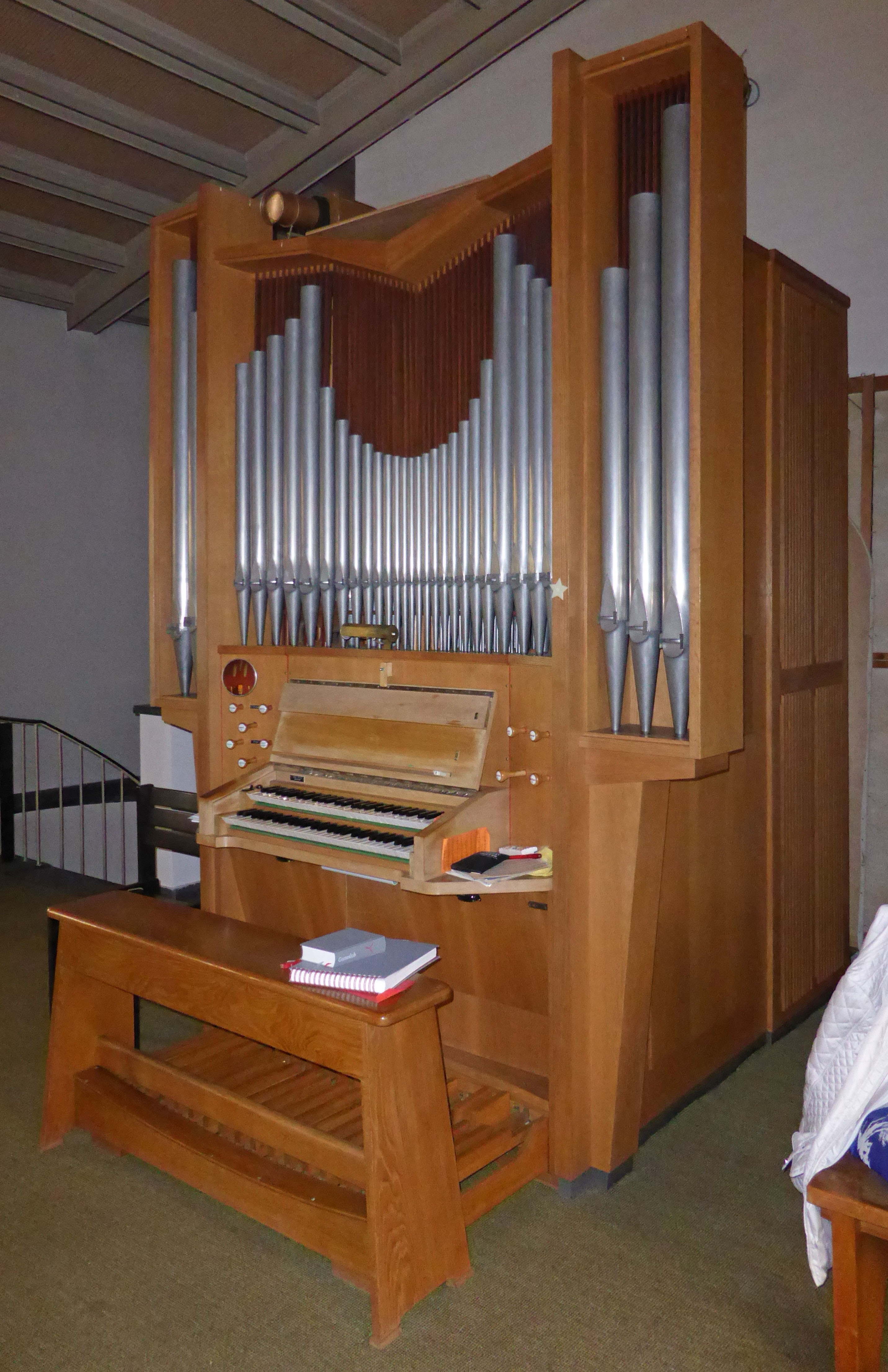
Orgel